# Arena da Baixada
Arena da Baixada je stadion u Curitibi, Brazil. Stadion je otvoren 1999., a renoviran je 2014. godine za Svjetsko nogometno prvenstvo u Brazilu 2014. godine. Nogometni klub Atlético Paranaense je vlasnik ovog stadiona koji ima kapacitet oko 44.000 gledatelja. 

## Vanjske poveznice
- (port.) Službena stranica stadiona